# Jane Toppan
Jane Toppan, født Honora Kelley, (født 31. marts 1854, død 17. august 1938) var en amerikansk seriemorder og lystmorder. Hun tilstod 31 mord i 1901. Hendes motiv var angiveligt at dræbe flere mennesker – hjælpeløse mennesker – end nogen anden, der nogensinde har levet.

## Tidlige liv
Hun var datter af en enlig far, der efterlod hende på et børnehjem, da hun var seks år gammel. Hun blev taget i pleje af en velhavende familie, men hun blev behandlet mere som en tjener end et medlem af familien. Hendes far viste sig at være sindssyg.

## Mord
I 1885 begyndte Toppan sygeplejerskeuddannelsen på Cambridge Hospital. Under sit ophold brugte hun sine patienter som forsøgskaniner i eksperimenter med morfin og atropin. Hun ændrede deres foreskrevne doseringer for at se, hvad det gjorde ved deres nervesystem. Toppan tilbragte en masse tid alene sammen med disse patienter, udarbejdede falske diagrammer, medicinerede dem, så de drev ind og ud af bevidsthed, og kravlede endda ned i sengen til dem. Det vides ikke, om der foregik  seksuelle overgreb, mens hendes ofre var i denne fase. Da Toppan blev spurgt til dette efter anholdelsen, svarede hun, at hun fornemmede en seksuel spænding fra døende patienterne, som vendte tilbage til livet og derefter døde. Toppan administrerede en blanding af lægemidler til dem, som hun valgte som ofre. Hun lå i sengen med dem og holdt dem tæt ind til sin krop, mens de døde.
Toppan blev anbefalet til det prestigefyldte Massachusetts General Hospital i 1889. Der krævede hun flere ofre, inden hun blev fyret år efter. Hun vendte kortvarigt tilbage til Cambridge, men blev hurtigt fyret for hensynsløst at ordinere opiater. Hun begyndte så en karriere som privatsygeplejerske, som blomstrede på trods af klager over småtyverier.
Hun begyndte for alvor forgiftninger i 1895 ved at dræbe sine udlejere. I 1899 dræbte hun sin plejesøster Elizabeth med en dosis stryknin. I 1901 flyttede Toppan ind hos den ældre Alden Davis og hans familie i Cataumet for at tage sig af ham efter hans kones død - en kvinde, som Toppan selv havde myrdet. På få uger dræbte hun Davis og to af hans døtre. 
Hun flyttede derefter tilbage til sin hjemby og begyndte at gøre kur til sin afdøde plejesøsters mand, dræbte hans søster og forgiftede ham, så hun derefter kunne bevise, at hun kunne pleje ham rask. Hun forgiftede sig selv for at fremkalde hans sympati. Det virkede dog ikke, og han smed hende ud af sit hus.  
Nu beordrede medlemmer af Davis-familien en toksikologi undersøgelse af Alden Davis' yngste datter. Rapporten fastslog, at hun var blevet forgiftet. De lokale myndigheder efterlyste Toppan. 
Den 26. oktober 1901 blev hun arresteret for mord. I 1902 tilstod hun 11 mord. Toppan blev i Barnstable County Courthouse den 23. juni fundet ikke skyldig på grund af sindssyge og dømt til livstid i Taunton Insane Hospital. 
Kort efter retssagen bragte en af William Randolph Hearsts aviser, New York Journal, en artikel, som foregav at være Toppans tilståelse til sin advokat: At hun havde dræbt flere end 31 personer, og at hun ønskede, at juryen skulle finde hende sindssyg, så hun i sidste ende havde en chance for at blive frigivet.
Toppan forblev indespærret på Taunton resten af sit liv.

## Fiktive skildringer
Det er en udbredt opfattelse, at Toppan skulle have inspireret til "den uforlignelige Bessie Denker", en person i William March's roman The Bad Seed, som Maxwell Anderson lavede til et vellykket teaterstykke og film. Ligesom Toppan var Denker en seriemorder, som forgiftede sine ofre, og som begyndte at dræbe i ung alder. 
I den uafhængige film American Nightmare skrevet og instrueret af John Keyes.
Debbie Rochon portrætterer seriemorderen "Jane Toppan", som formår at dræbe flere personer på forskellige metoder. Hun er også ansat som sygeplejerske; det nævnes i begyndelsen af filmen. Hun var inspireret af den virkelige Jane Toppan, men hendes metoder er anderledes, og filmen er ikke ment som en biografi.